# Microtus
Microtus je rod drobných hlodavců z podčeledi hrabošovitých. Je známo 62 druhů. V České republice žijí čtyři druhy:
- hraboš polní (Microtus arvalis), který působí při přemnožení škody na polích, žije především v koloniích
- hraboš mokřadní (Microtus agrestis), který ohryzem kůry dřevin znesnadňuje obnovu lesa v Krušných horách,
- hraboš sněžný (Microtus nivalis), typický průvodce klečového a alpínského pásma v Tatrách,
- hraboš hospodárný (Microtus oeconomus), glaciální relikt, je to druh ohrožený vyhubením a jeho malá populace dosud žije na Žitném ostrově. Hojný je např. ve Finsku a na Sibiři, zasahuje až do Severní Ameriky. Latinský název oceconomus (česky dříve hraboš hospodárný) se vztahuje ke shromažďování zásob kořínků, oddenků a semen na zimu. Sámové a domorodí Sibiřané dříve hraboší zásobárny rozhrabali a vybírali z nich jedlé kořínky mochny, krvavce nebo kopyšníku.